# Ankylonuncia fallax
Ankylonuncia fallax is een hooiwagen uit de familie Triaenonychidae. De wetenschappelijke naam van Ankylonuncia fallax gaat terug op Hickman.